# Lustenau
Lustenau es un municipio situado en el estado de Vorarlberg, en Austria. Tiene una población estimada, a inicios de 2024, de 24 223 habitantes.